# Филиппов, Сергей Николаевич
Серге́й Никола́евич Фили́ппов (11 [24] июня 1912, Саратов — 19 апреля 1990, Ленинград) — советский комедийный актёр театра и кино; народный артист РСФСР (1974).
Окончил хореографическое отделение Ленинградского эстрадно-циркового техникума (1933).
В 1931—1933, 1934—1935 — артист Ленинградского мюзик-холла, в 1933—1934 — Ленинградской государственной эстрады, в 1935—1947 и в 1948—1964 — актёр Ленинградского театра комедии, в 1947—1948 — Ленинградского драматического театра, с 1965 — актёр киностудии «Ленфильм».
Популярность принесли ему роли в фильмах «Укротительница тигров» (1954), «Карнавальная ночь» (1956), «Девушка без адреса» (1957), «12 стульев» (1971), «Иван Васильевич меняет профессию» (1973).

## Биография

### Происхождение
Родился 11 (24) июня 1912 года в Саратове в рабочей семье. Отец был слесарем, а мать портнихой. В школе учился очень плохо, а в старших классах даже прослыл хулиганом. На уроке химии в отсутствие учителя он смешал соляную кислоту с железными опилками, добавил пару реактивов. После такого эксперимента по всей школе распространился ужасно резкий запах. Занятия были сорваны, а будущего актёра исключили из школы.
Филиппов устроился учеником пекаря в частной пекарне. Но эта работа его интересовала мало, и в течение последующих месяцев он перепробовал несколько профессий, от токаря до плотника, пока случай не привёл его в балетную студию. Занятия настолько увлекли его, что через несколько недель он считался лучшим учеником, перед ним открывалось блестящее будущее в балете. В 1929 году по совету преподавателей он отправился в Москву, поступать в балетное училище при Большом театре.

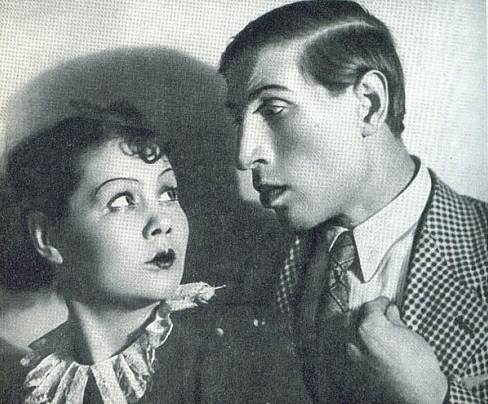
В спектакле Ленинградского театра комедии «Страшный суд», 1939 год

Приехав в столицу, он узнал, что приёмные экзамены уже закончились, и по совету знающих людей отправился в Ленинград, в хореографическое училище. Но и на эти экзамены опоздал и подал документы в только что открывшийся Ленинградский эстрадно-цирковой техникум, куда и был принят. Преподаватели пророчили одарённому студенту блестящее будущее, и после окончания техникума, в 1933 году, он был принят в группу Театра оперы и балета.
Карьера балетного танцора оказалась слишком короткой: во время очередного спектакля ему стало плохо. Приехавшие врачи констатировали сердечный приступ и посоветовали уйти из балета. Он поступил в эстрадный театр-студию. Филиппов много выступал на эстрадных площадках Ленинграда, и во время одного из концертов его заметил Николай Павлович Акимов, предложивший молодому актёру перейти в Театр комедии.

### Актёрская карьера
Высокого роста, худой и подвижный, с длинными руками и ногами, актёр хорошо двигался и танцевал. От природы он был наделён очень выразительным лицом с угрюмым и зловещим выражением. Это сочеталось с блестящей актёрской интуицией, подвижностью, богатейшей мимикой и врождённым юмором. В театре он не любил долгих репетиций, часто пропускал их, однако Н. П. Акимов часто прощал ему такое поведение, зная, что Филиппов был способен идеально создать требуемый образ буквально с первого раза. Будучи очень наблюдательным от природы, он подмечал в людях разнообразные недостатки и воспроизводил их в своих героях очень зло, резко и метко. Актёр играл людей неотёсанных, недалёких, хамоватых, наделённых многими недостатками, хитрых, изворотливых и часто надменных, лодырей, пьяниц, злобных неудачников. Однако, несмотря на резко карикатурный стиль игры, он был органичен в любом образе.
Актёр во всех фильмах исполнял опасные трюки сам, без дублёров. На киносъёмках он неоднократно падал с большой высоты на землю или в воду, входил в клетку с тиграми. Он был мастером как больших и сложных ролей, так и эпизодов. Даже за недолгое экранное время он создавал незабываемых гротескных персонажей: «Иван Васильевич меняет профессию» (Л. И. Гайдай, шведский посол), «Собачье сердце» (В. В. Бортко, богатый старик-пациент профессора Преображенского), «Карнавальная ночь», «Девушка без адреса» (Э. А. Рязанов, лектор и начальник), «Музыкальная история» (Г. М. Рапопорт, начальник клуба) и так далее.

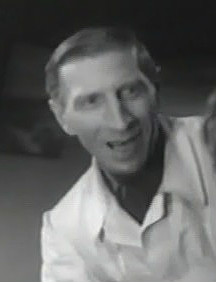
В роли Колечкина в фильме «Драгоценные зёрна» (1948)

Актёр в 1940-е — 1960-е годы был очень популярен в Ленинграде и крупных городах страны. Популярность была специфического свойства — его часто отождествляли с его глупыми и малоприятными героями, легко узнавали на улицах и в ресторанах и бурно приветствовали. Он это воспринимал как издевательство и, будучи человеком самолюбивым и нелюдимым, быстро возненавидел свою популярность и своих поклонников.
В 1965 году у Филиппова была обнаружена опухоль головного мозга. В 1971 году, перед съёмками «12 стульев», из-за болезни у актёра начались сильные головные боли и поэтому Гайдай пригласил Ростислава Плятта, утвердив его на роль Кисы. Однако сам актёр заявил, что будет сниматься в любом случае. Ситуация разрешилась, когда слухи о настойчивом желании актёра дошли до Плятта, и он сам уступил ему роль Кисы.
Несмотря на небольшой шанс на улучшение, актёр после съёмок успешно прошёл лечение и прожил ещё 20 лет, играя в каждом фильме Гайдая, в том числе последнюю свою роль — разгневанного ветерана из фильма «Частный детектив, или Операция „Кооперация“».

### Последние годы жизни
Филиппов скончался 19 апреля 1990 года на 78-м году жизни от рака лёгких в одной из Ленинградских больниц.
Широко распространена информация, что последние годы своей жизни актёр провёл в полной нищете и одиночестве. Евгений Моргунов так сказал об этих событиях:

Самое страшное — остаться одному. Знаете, горе какое случилось у прекрасного комика, удивительного человека Сергея Николаевича Филиппова? Как бессердечно отнеслась ленинградская общественность к артисту, который смешил всех, которого боготворили, которому предлагали выпить все. Он умер один в своей квартире и лежал две недели. Соседи обратились на «Ленфильм» (за год до того у Филиппова умерла жена, он остался один). «Ленфильм» принял ужасающее решение (не дали на похороны ни копейки денег). И только Сашенька Демьяненко, замечательный наш Шурик, собрал по копейкам деньги у актёров, которые были на пенсии, у актёров, которые знали Филиппова, сделали гробик и закопали. И слова совершенно гениальные написали на могиле: «И не будет в день погребения ни свечей, ни церковного пения». Это его любимые были стихи.
Сын актёра Юрий опровергал то, что он жил в бедности: «Это неправда! Папа любил окружать себя красивыми вещами: коллекционировал бронзовые фигурки, покупал мебель красного дерева, любил фарфоровую посуду, драгоценности». Он узнал о смерти отца слишком поздно и приехать на похороны не успел. По приезде обнаружил, что из квартиры Сергея Филиппова пропала антикварная мебель, драгоценности и семейный архив.
Актриса Любовь Тищенко, ухаживавшая за Филипповым в последние годы его жизни, вспоминала: «…Мне тогда было не до того. Я занималась оформлением документов на похороны, а дочка Голубевой (вторая жена Филиппова) вывозила всё из квартиры. Сергей Николаевич даже ещё не похоронен был. Надо документы оформлять, а внучка и дочь Голубевой все вещи растаскивают в это время. Он ещё в морге лежал, а они всё хватали и вынимали…. Я орала на неё: „Перестань таскать вещи!“ Документы я у них всё требовала, оформлять погребение. Ничего не хотели делать, только из квартиры всё спешным порядком увозили. У меня от Сергея Николаевича не осталось ничего. Даже моя кружка, которую я ему подарила, и ту украли».

Могила Филиппова на Северном кладбище Санкт-Петербурга.

Сноха актёра Татьяна Гринвич, вспоминая те дни, писала: «Когда Сергей Николаевич умирал, никто из тех, кто был тогда рядом с ним, не сообщил сыну о надвигающейся потере, хотя и телефон, и адрес Юрия он хранил на прикроватном столике. Зато после смерти великого актёра очень легко было растащить содержимое квартиры, а потом написать статью, что Сергей Николаевич Филиппов умер в нищете: кроме грязного белья и окурков в квартире ничего не было… А где его библиотека? Где мебель, картины? Где, наконец, его архив: фотографии, письма поклонников, статьи, кинотека? Кто может на это ответить?»
Похоронен на Северном кладбище Санкт-Петербурга, рядом с Антониной Голубевой. Петербургская гильдия киноактёров установила на могиле бюст.
За несколько дней до смерти актёр рассказал Любови Тищенко о своей мечте: «Знаешь, я ведь всю жизнь хотел сыграть положительную трагическую роль, а мне доставались одни мерзкие типы, — вздыхал Филиппов. — Я даже плакал, когда узнал, что главная роль в фильме „Когда деревья были большими“ досталась Юрию Никулину».

## Семья
Первая жена — Алевтина Ивановна Горинович, артистка балета — более 10 лет совместной жизни, разошлись перед войной. В 1970-х годах эмигрировала в США, в Россию не возвращалась, отчего брак остался не расторгнут. Сын Юрий (29 сентября 1938 — 4 февраля 2020), дизайнер.
Вторая жена — детская писательница Антонина Голубева (1899—1989), автор книг о Сергее Кирове («Мальчик из Уржума» и другие). Была старше Филиппова на тринадцать лет.

## Роли в театре
- 1938 — «Простая девушка» В. В. Шкваркин — управдом Макаров (реж. Эраст Гарин)
- 1939 — «Страшный суд» В. В. Шкваркин — член месткома Родионов (реж. Николай Акимов и Павел Суханов)
- 1946 — «Лев Гурыч Синичкин» Д. Т. Ленский — содержатель театра Пустославцев (реж. и худ. Николай Акимов)
- 1946 — «На всякого мудреца довольно простоты» А. Н. Островский — Крутицкий (реж. Борис Зон)
- 1958 — «Ревизор» Н. В. Гоголь — Осип (реж. Николай Акимов)
- 1958 — «Что скажут завтра» Д. Н. Аль и Л. Л. Раков — Брусков (реж. Павел Суханов)
- 1959 — «Пёстрые рассказы» А. П. Чехов — Выходцев

## Фильмография
- 1937 — Соловей — крестьянин

Контактная скульптура «Остап Бендер и Киса Воробьянинов», Чебоксары

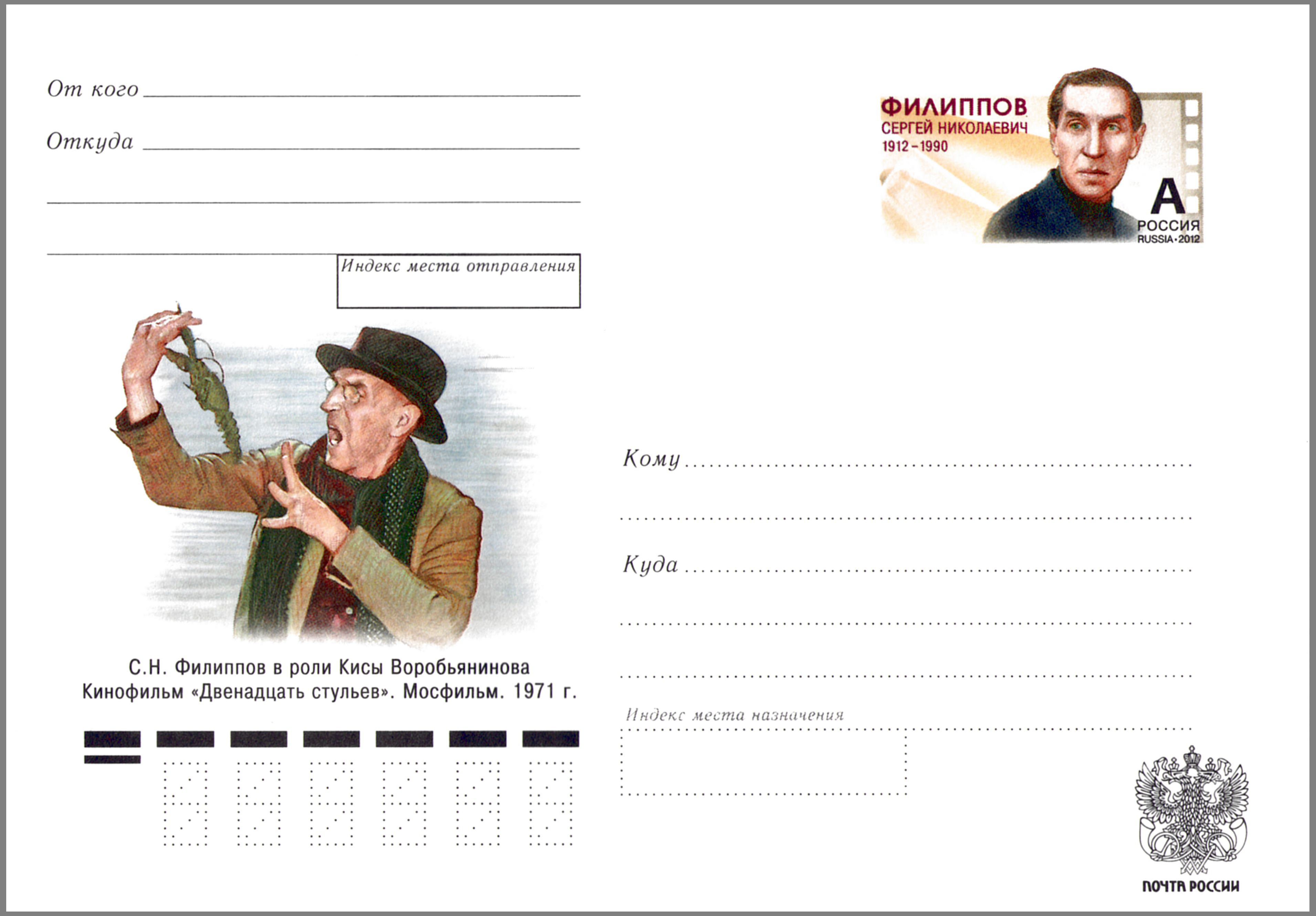
Сергей Филиппов в роли Кисы Воробьянинова. Кинофильм «12 стульев», 1971 г. Конверт с оригинальной маркой, выпущенный к столетию со дня рождения актёра. Россия, 2012 г.,

- 1937 — За советскую родину — белофинн (шюцкоровец)
- 1937 — Волочаевские дни — партизан
- 1938 — Выборгская сторона — погромщик винных погребов купца Смирнова
- 1939 — Аринка — старый железнодорожник, приятель Степана Степановича
- 1939 — Станица Дальняя — казак, счетовод в колхозе
- 1940 — Яков Свердлов — матрос-эсер
- 1940 — Член правительства — лодырь
- 1940 — Музыкальная история — Бабашкин, зав.клубом работников автотранспорта
- 1941 — Приключения Корзинкиной — рыбак, покупающий билет / Максимов, чтец «Умирающего гладиатора»
- 1942 — Железный ангел — авиамеханик
- 1942 — Швейк готовится к бою — одноглазый осуждённый
- 1942 — Лесные братья — Гаврила
- 1943 — Март-апрель — Степан Восьмёркин, курсант
- 1943 — Мы с Урала — Андрей Степанович
- 1943 — Новые похождения Швейка — Шпуке, немецкий ефрейтор (фрагмент с Филипповым можно увидеть в сериале Место встречи изменить нельзя)
- 1944 — Кащей Бессмертный — палач
- 1945 — Здравствуй, Москва! — баянист Семён Семёнович Брыкин
- 1946 — Беспокойное хозяйство — немецкий разведчик Краусс
- 1946 — Остров Безымянный — Тимохин
- 1947 — Золушка — капрал-скороход
- 1947 — Свет над Россией — спекулянт
- 1947 — Новый дом — механик, зритель в колхозном клубе
- 1948 — Драгоценные зёрна — Колечкин, заведующий чайной
- 1949 — Константин Заслонов —  Курт
- 1954 — Кортик — Филин
- 1954 — Мы с вами где-то встречались — недовольный клиент фотографа
- 1954 — Укротительница тигров — дрессировщик тигров Казимир Алмазов (Кузьма Пыжов)
- 1954 — Запасной игрок — ревнивый муж, провожающий жену в порту
- 1955 — Двенадцатая ночь — Фабиан, слуга
- 1956 — Карнавальная ночь — Никадилов, лектор из общества по распространению
- 1956 — Медовый месяц — Сергей Николаевич Фёдоров, паромщик и хозяин катерка
- 1956 — Разные судьбы — Костя, водитель Рощина
- 1956 — Триста лет тому… — флорентийский монах
- 1956 — Крутые горки — шофёр
- 1957 — Всего дороже — шофёр
- 1957 — Гуттаперчевый мальчик — швейцар Прохор
- 1957 — Девушка без адреса — Василий Никодимыч Комаринский («Масик»), начальник «передаточной» конторы
- 1957 — Ночной патруль — Семён Григорьевич Ползиков, директор магазина № 6 «Ткани»
- 1957 — Улица полна неожиданностей — постовой, старшина милиции
- 1957 — Ленинградская симфония
- 1957 — Шторм — Виленчук, матрос-балтиец
- 1958 — Дружок — «Петухов», жулик
- 1958 — Девушка с гитарой — дрессировщик собак Фёдор Фёдорович Мамин
- 1958 — По ту сторону — анархист Майба
- 1958 — Ваня — милиционер
- 1958 — Не на своём месте
- 1958 — Олеко Дундич — Иван Козырев, белый квартирьер
- 1958 — Шофёр поневоле — шофёр Иван Петрович Саврасов
- 1959 — Неподдающиеся — милиционер
- 1959 — Косолапый друг — Макар Иванович, официант на пароходе
- 1959 — Сомбреро — бандерильеро
- 1959 — Я вам пишу... — «маг и волшебник»
- 1959 — Невские мелодии — отрицательный тип
- 1959 — Особый подход — Михаил Дмитриевич Налимов, артист
- 1959 — Трезвое вино — Пилоян
- 1959 — Не имей 100 рублей... — дежурный администратор в гостинице
- 1960 — Осторожно, бабушка! — Иннокентий Прохорович Прохоров, лесник
- 1961 — Совершенно серьёзно — ведущий альманаха / писатель Молдаванцев / Робинзон Крузо (в новелле «Как создавался Робинзон»)
- 1961 — Наш общий друг — Персиянов, завхоз-выпивоха, разжалованный в сторожа
- 1961 — Чёртова дюжина — пассажир поезда из 5-го купе, зубной техник
- 1962 — Большая дорога — городской голова
- 1962 — Половодье — Степан, колхозник, муж Пани — активистки Прасковьи, пропадающей на заседаниях
- 1962 — Черёмушки — Мылкин, сосед
- 1962 — Фитиль (короткометражный) (выпуск № 1 «Живой труп») — Зайцев Михаил Васильевич, злостный неплательщик алиментов
- 1963 — Два воскресенья — камео
- 1963 — Пропало лето — Николай Ерофеевич Булышев (дядя Коля), двоюродный дед Валерия[7]
- 1963 — Большой фитиль — Филиппов, неплательщик взносов (в новелле «Расплата») / игрок в «шашки» (в новелле «Шашки»)
- 1963 — Суд идёт — Василий Никодимыч Дырокол, начальствующий в 1-м отделении совхоза «Заря»
- 1963 — Крепостная актриса — управляющий Елпидифор
- 1964 — Зайчик — Борис Михайлович, директор театра
- 1964 — Приключения Толи Клюквина — Василёк, бухгалтер домоуправления
- 1965 — Иностранка — Абдулла
- 1965 — Первый посетитель — делопроизводитель
- 1965 — Спящий лев — Матвей Гаврилович Голоскоков, помощник директора
- 1965 — Стряпуха — жулик на рынке
- 1966 — Последний жулик — надзиратель
- 1967 — Там, где длинная зима — старик
- 1967 — Татьянин день — извозчик
- 1968 — Новые приключения неуловимых — аптекарь-специалист Кошкин
- 1968 — Снегурочка — Бермята
- 1969 — Мистер-Твистер — парикмахер
- 1969 — Не горюй! — Эрос, цирюльник
- 1969 — Старый знакомый — Яков Филиппович Никадилов, бывший лектор, ныне методист
- 1970 — Феола — человек в аэропорту
- 1971 — Бушует «Маргарита» — пассажир в аэропорту, представитель цветочной фирмы «Магнолия», в прошлом артист самодеятельности («факир-иллюзионист в отставке»)
- 1971 — 12 стульев — Ипполит Матвеевич Воробьянинов, предводитель дворянства
- 1971 — Тень — первый министр
- 1971 — Большой янтарь — дирижёр, член жюри конкурса
- 1971 — Где вы, рыцари? — профессор Аркадий Петрович Билонос
- 1971 — 32 неожиданности — Дима Курочкин
- 1972 — Табачный капитан — купец Карпий Савельевич Смуров, торговец парусиной
- 1973 — А вы любили когда-нибудь? — врач Михаил Михайлович / Ольга Васильевна
- 1973 — Иван Васильевич меняет профессию — шведский посол
- 1973 — По собственному желанию — швейцар в гостинице
- 1974 — Царевич Проша — атаман разбойников
- 1974 — Великий укротитель — дядя Миша
- 1975 — Не может быть! — певец и гость на свадьбе (вокал — Роберт Мушкамбарян)
- 1975 — Ау-у! — актёр (Абабуа)
- 1975 — Яблоко как яблоко — специалист в трёх лицах
- 1976 — Синяя птица — Удовольствие Ничего Не Понимать (партнёрша — Гликерия Богданова-Чеснокова)
- 1976 — Весёлое сновидение, или Смех и слёзы — король Унылио
- 1976 — Песни над облаками — бригадир комбайнёров
- 1977 — Как Иванушка-дурачок за чудом ходил — заморский лекарь
- 1977 — Блокада — Василий Маркелович Губарев, старый рабочий
- 1977 — Инкогнито из Петербурга — Осип, слуга Хлестакова
- 1977 — Мы этого не хотели
- 1978 — Поздняя встреча — Сергей Николаевич, актёр на киностудии
- 1978 — Пока безумствует мечта — генерал охранки
- 1979 — Летучая мышь — лесничий / официант
- 1979 — Соловей — старший советник
- 1980 — За спичками — Хювяринен
- 1980 — Комедия давно минувших дней — Киса Воробьянинов / лектор Никадилов
- 1980 — Таинственный старик — Чикильдеев, художник
- 1981 — Куда исчез Фоменко? — Алексей, отец Алины
- 1982 — В старых ритмах — Сергей Геннадьевич, начальник милиции
- 1982 — Ослиная шкура — придворный
- 1982 — Спортлото-82 — станционный смотритель
- 1983 — Мера пресечения — продавец броши
- 1984 — И вот пришёл Бумбо… — шпрехшталмейстер
- 1984 — Перикола — придворный
- 1985 — Опасно для жизни! — деликатный посетитель
- 1987 — Сказка про влюблённого маляра — главный мудрец
- 1988 — Собачье сердце — пациент Преображенского
- 1989— Частный детектив, или Операция «Кооперация» — возмущённый ветеран

## Озвучивание мультфильмов
- 1958 — Петя и Красная Шапочка — Волк
- 1960 — Лиса, бобёр и другие — Лев

## Признание и награды
- Медаль «За оборону Ленинграда» (1944)
- Медаль «За доблестный труд в Великой Отечественной войне 1941—1945 гг.» (1946)
- Заслуженный артист РСФСР (1957)
- Медаль «В память 250-летия Ленинграда» (1957)
- Народный артист РСФСР (1974)

## Память
- В честь актёра был создан выпуск передачи из цикла «Чтобы помнили» (2001)[8].
- Сын Юрий в память о своём отце написал книгу «А есть ли жизнь на Марсе?» и снял одноимённый документальный фильм.
- В 2008 году в Пятигорске были открыты памятники Остапу Бендеру и Кисе Воробьянинову. Бронзовый Киса имеет явное портретное сходство с Сергеем Филипповым в этой роли в гайдаевском фильме «12 стульев». Аналогичный памятник установлен в Чебоксарах (скульптор В. П. Нагорнов).
- В 2007 году в Екатеринбурге, на ул. Белинского, у д.61, администрацией города была установлена бронзовая скульптура Кисы Воробьянинова и Остапа Бендера.

## Документалистика
- Документальный фильм из цикла «Мой серебряный шар». Автор: Виталий Вульф. Мой серебряный шар. Сергей Филиппов.  44 мин. РТР-Планета. {{cite episode}}: |series= пропущен или пуст (справка)[9]
- Документальный фильм. Режиссёр: Юрий Занин. Киностудия «Балтик видео», 2009 (17.07.2010). Смех и слёзы Сергея Филиппова.  2×44 мин. XX Международный кинофестиваль документальных, короткометражных игровых и анимационных фильмов «Послание к Человеку». {{cite episode}}: Проверьте значение даты: |airdate= (справка); |series= пропущен или пуст (справка)[10][11]
- Документальный фильм. Автор: Дмитрий Горин. ООО «Студия 8», 2015 (04.01.2015). Сергей Филиппов. Короли эпизода.  39 мин. ТВ Центр. {{cite episode}}: Проверьте значение даты: |airdate= (справка); |series= пропущен или пуст (справка)
- Документальный фильм из цикла «Острова». ГТРК «Культура». 2002 (26.08.2015). Сергей Филиппов.  39 мин. Россия-Культура. {{cite episode}}: Проверьте значение даты: |airdate= (справка); |series= пропущен или пуст (справка)